# بیماری ایتای-ایتای

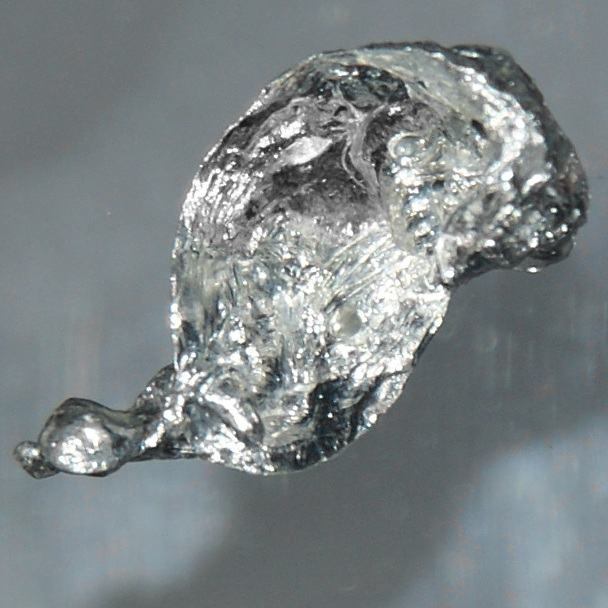
تصویری از فلز کادمیم که مسمومیت با آن موجب بیماری ایتای-ایتای می‌شود.

بیماری ایتای-ایتای (به ژاپنی: イタイイタイ病) نام بیماری ناشی از مسمومیت کادمیم در استان تویاما ژاپن بود که شیوع آن در حدود سال ۱۹۱۲ آغاز شد. اصطلاح ایتای-ایتای توسط مردم محلی برای دردهای شدید ستون فقرات مفاصل به‌کار برده شد. مسمومیت کادمیم همچنین باعث بیماری نرم‌استخوانی و نارسایی کلیه می‌شود. کادمیم توسط شرکت‌های معدن‌کاری مستقر در کوه‌ها در رودخانه‌ها رها شده که باعث آسیب رساندن به مردم می‌شد. بیماری ایتای-ایتای به عنوان یکی از چهار بیماری بزرگ آلودگی در ژاپن شناخته می‌شود.

## نوشتارهای وابسته
- بیماری میناماتا